# Noordoost-Noord-Brabant
Noordoost-Noord-Brabant is een regio in het noordoosten van de provincie Noord-Brabant. Binnen de regio wordt  samengewerkt in onder andere de veiligheidsregio Brabant-Noord, welke exact overeenkomt met deze regio.

## Gemeenten
11 gemeenten met een totale oppervlakte van 1.356,1 km² en een totaal aantal inwoners van 621.357 in 2013, bron: CBS. De drie grootste kernen in de regio zijn 's-Hertogenbosch, Oss en Uden.
| - Bernheze - Boekel - Boxtel - 's-Hertogenbosch - Heusden - Land van Cuijk |  | - Maashorst - Meierijstad - Oss - Sint-Michielsgestel - Vught |

Oost-Groningen · Delfzijl en omgeving · Overig Groningen · Noord-Friesland · Zuidwest-Friesland · Zuidoost-Friesland · Noord-Drenthe · Zuidoost-Drenthe · Zuidwest-Drenthe · Noord-Overijssel · Zuidwest-Overijssel · Twente · Veluwe · Achterhoek · Arnhem/Nijmegen · Zuidwest-Gelderland · Utrecht · Kop van Noord-Holland · Alkmaar en omgeving · IJmond · Agglomeratie Haarlem · Zaanstreek · Groot-Amsterdam · Het Gooi en Vechtstreek · Agglomeratie Leiden en Bollenstreek	 · Agglomeratie 's-Gravenhage · Delft en Westland · Oost-Zuid-Holland · Groot-Rijnmond · Zuidoost-Zuid-Holland · Zeeuws-Vlaanderen · Overig Zeeland · West-Noord-Brabant · Midden-Noord-Brabant · Noordoost-Noord-Brabant · Zuidoost-Noord-Brabant · Noord-Limburg · Midden-Limburg · Zuid-Limburg · Flevoland